# Romuald Licinio
Romuald Licinio detto Bibi (15 giugno 1970) è un allenatore di sci alpino ed ex sciatore alpino francese.

## Biografia

### Carriera sciistica
Gigantista puro originario di Grenoble, Licino debuttò in campo internazionale in occasione dei Mondiali juniores di Madonna di Campiglio 1988; in Coppa Europa conquistò l'ultima vittoria, nonché ultimo podio, il 6 febbraio 1999 a Zwiesel mentre in Coppa del Mondo non ottenne piazzamenti e prese per l'ultima volta il via l'11 marzo 2000 a Hinterstoder. Si ritirò durante la stagione 2006-2007 e la sua ultima gara fu uno slalom gigante FIS disputato il 28 febbraio a Georgian Peaks; non prese parte a rassegne olimpiche o iridate.

### Carriera da allenatore
Dopo il ritiro è divenuto allenatore nei quadri della Federazione sciistica della Francia, seguendo in particolare dal 2010 al 2016 la campionessa di ski cross Ophélie David.

## Palmarès

### Coppa Europa
- 1 podio (dati dalla stagione 1994-1995):
  - 1 vittoria

#### Coppa Europa - vittorie
| Data            | Località | Paese    | Specialità |
| --------------- | -------- | -------- | ---------- |
| 6 febbraio 1999 | Zwiesel  | Germania | GS         |

Legenda:

GS = slalom gigante

### South American Cup
- 2 podi (dati dalla stagione 1994-1995):
  - 2 secondi posti